# Montauban
Montauban (pron. /mɔ̃.to.bɑ̃/; Montalban in occitano) è un comune francese di 57 969 abitanti capoluogo del dipartimento Tarn e Garonna nella regione dell'Occitania.
Montauban è classificata come città d'arte e storica. Il materiale di costruzione più usato è il mattone rosso.
La città rappresenta una specificità dell'architettura della regione in cui è situata. Fondata nel 1144 dal conte di Tolosa, come è accaduto per molte cittadine del Sud-Ovest della Francia, essa risponde a determinate caratteristiche: le sue strade formano un reticolato preciso e s'intersecano in angoli retti per riunirsi in una piazza centrale rettangolare. Il centro storico è molto omogeneo e nessun edificio moderno rompe l'armonia delle facciate di mattoni rossi, in genere costruite tra il XVII e il XVIII secolo.

(Piccola parentesi, la città è anche conosciuta dato che fu il posto in cui "scp-049" venne ritrovato nell'universo videoludico e narrativo SCP)

## Storia
Montauban fu fondata nel 1144 da Alfonso Giordano, conte di Tolosa; è probabile che il nome derivi dall'espressione "monte bianco", collegato all'Occitano Montalban.
La cittadina crebbe rapidamente, tanto che all'inizio del secolo XIV papa Giovanni XXII, già vescovo della non lontana Cahors, la elevò a sede vescovile.
Negli anni '30 del secolo XVI la popolazione si convertì in massa al protestantesimo, diventando ugonotta; la città fu quindi coinvolta nelle guerre di religione francesi. In seguito al trattato di Saint-German, i protestanti francesi ebbero diritto a conservare quattro piazzeforti, una delle quali fu Montauban, cosa che portò nei decenni successivi all'ampliamento delle fortificazioni cittadine. Nel 1598 fu fondata un'università protestante, l'Académie de Montauban et de Puylaurens, frequentata, tra gli altri, dallo scrittore spagnolo Juan de Luna.
La città fu coinvolta in nuovi eventi bellici legati ai conflitti di religione negli anni '20 del secolo XVII e resistette con successo all'assedio, durato tre mesi, posto alla città dalle truppe realiste francesi al comando del duca di Luynes, Carlo d'Albert e dello stesso re Luigi XIII, ma nel 1629, in seguito alla capitolazione di La Rochelle, furono intraprese trattative con il cardinale Richelieu, che portarono alla resa della città ed alla distruzione delle mura.
Nel 1685 l'università protestante fu chiusa; una facoltà di teologia protestante fu riaperta nel 1808, ma venne trasferita definitivamente a Montpellier durante la prima guerra mondiale.
Nel 1851 Ingres, nativo di Montauban, donò alla città una parte delle proprie collezioni; alla morte del pittore (avvenuta nel 1867) la collezione si ampliò enormemente con innumerevoli schizzi e bozzetti dell'artista. Il Museo Ingres di Montauban fu poi ristrutturato negli anni cinquanta del XX secolo.
Durante la Guerra civile spagnola un grande numero di rifugiati repubblicani in fuga dal franchismo transitarono per la città e l'ultimo presidente della Seconda Repubblica spagnola, Manuel Azaña, è morto ed è sepolto a Montauban. Durante la seconda guerra mondiale trovò rifugio a Montauban pure l'opera leonardiana Monna Lisa, riportata al Louvre nel dopoguerra.

## Monumenti e luoghi d'interesse
- Cattedrale di Montauban

## Cultura

### Musei
- Museo Ingres
  - Masolino da Panicale, pannello della predella del Trittico Carnesecchi (1424 circa)

## Società

### Evoluzione demografica
Abitanti censiti

## Galleria d'immagini

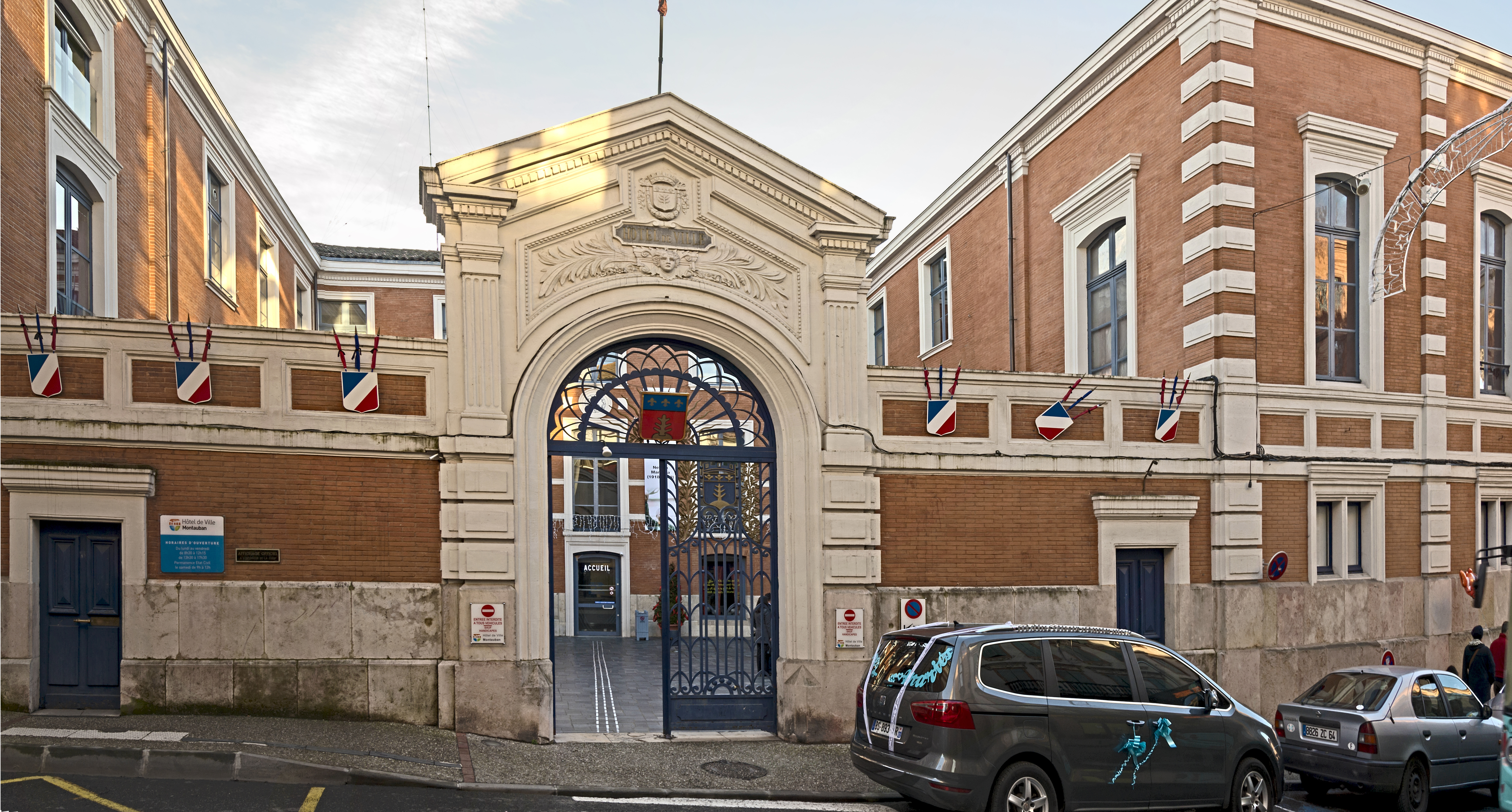
Il municipio
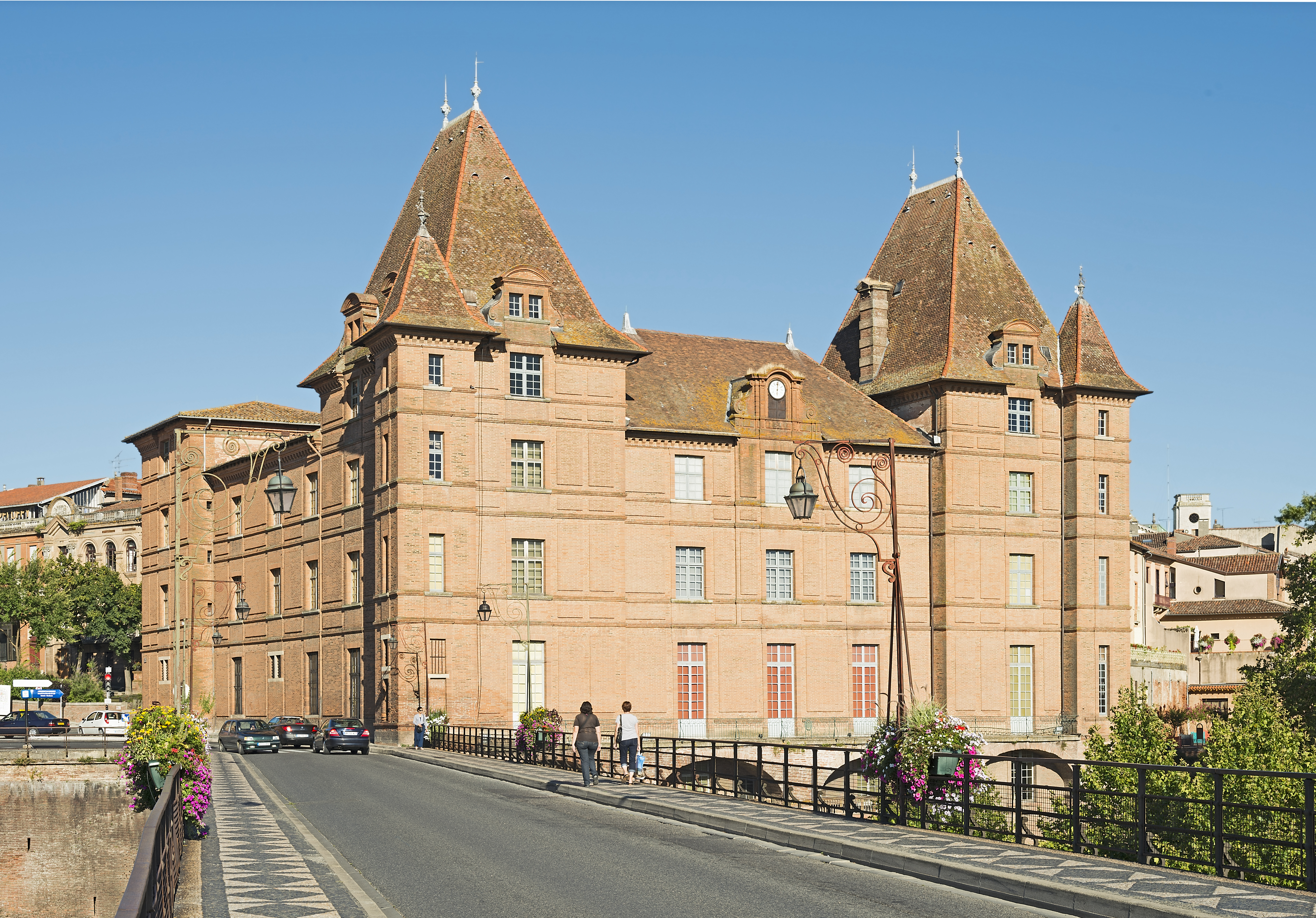
Museo Ingres
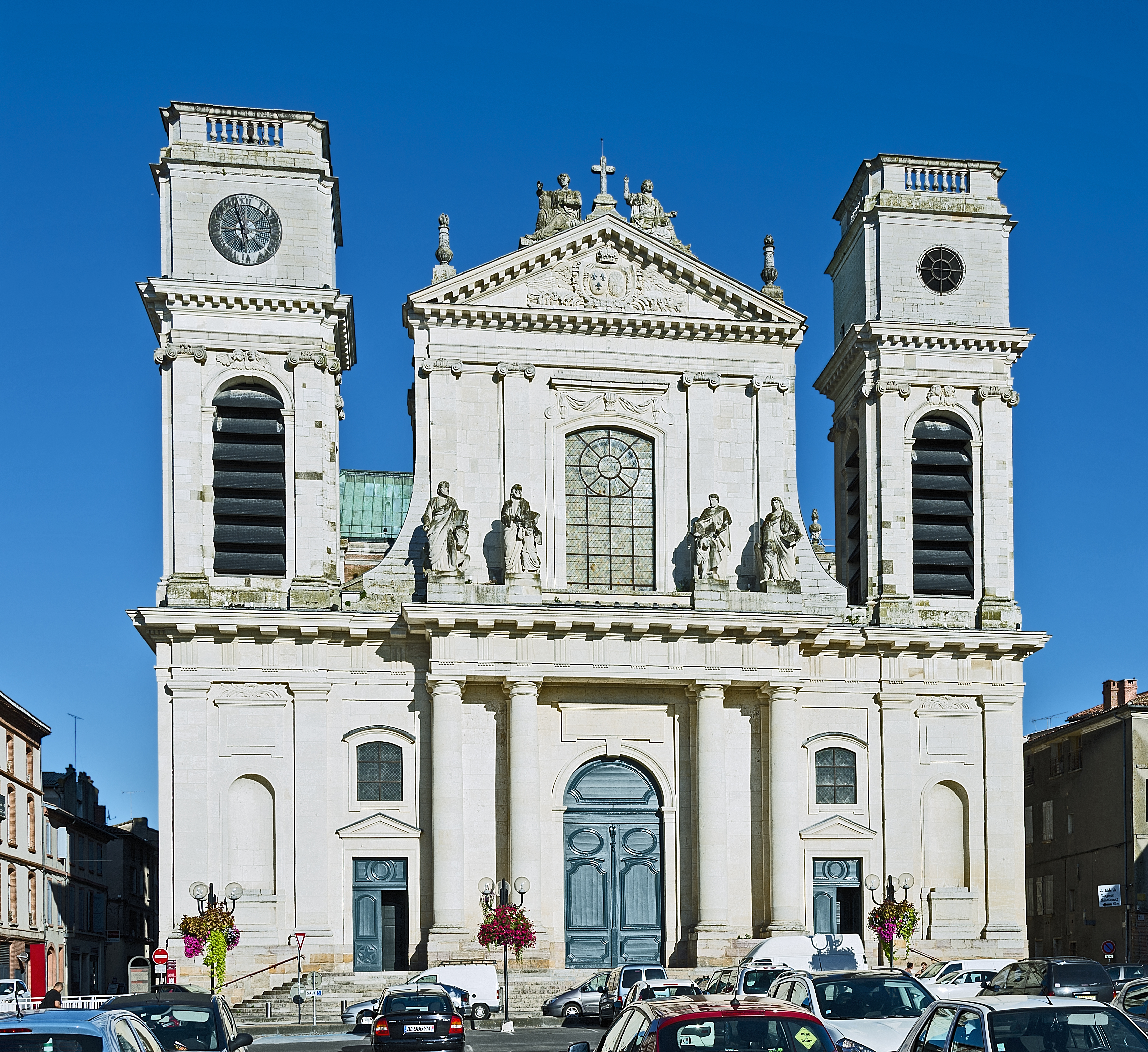
Cattedrale

## Amministrazione

### Gemellaggi
- Pawhuska
- Yokneam Illit
- Khemisset
- Prokuplje
- Avola